# Анатема
Анатема (грч. ανάθεμα, старогрчки ανάθημα, у буквалном преводу „посветити“ или „посвећено“) је, у данашњем значењу, клетва или проклетство.
У античкој Грчкој анатемом се називала жртва боговима, односно што је посвећено боговима.
У употреби православне цркве, анатема значи да се онај, који је примио анатему, издваја из заједнице верника и предаје на милост или суд божији (види црквена казна); од тог тренутка црква више није одговорна за ту особу, већ анатемисана персона има сама да одговара пред Богом. Анатема је у православној цркви равна искључењу (екскомуникацији) у римокатоличкој цркви.
Семитски корен од ког је постало старозаветни хēрем, анатема, значи „ставити на страну“, „забранити употребу нечега у непосвећене сврхе“. Ово битно означава посвећење Богу.

## Анатема у Старом завету
Обичај „божијег проклетства“ заједнички је Израиљу и његовим суседима, нпр. Моаву; у најстаријим текстовима тај обичај није напросто покољ побеђеног непријатеља, већ једно од религиозних правила светог рата. Израиљ води Јахвеове ратове: да постигне победу, он плен предаје анатеми, а то значи да се одриче користи од њега и да се заветом обавезује да ће га посветити Богу (4 Мој. 21, 2; Ису. 6). Та посвета подразумева свеобухватно уништење плена - живих бића и материјалних предмета. Ако се оно пропусти следи казна (1 Сам. 15), као и ако се светогрдно прекрши, што доноси пораз (Ису. 7). Стварно се то, изгледа, доста ретко примењивало. У већини хананитских градова Израиљци су се настанили (Ису. 24,13; Суд. 1, 27-35), нпр. у Гезеру (Ису. 16, 10; 1 Цар. 9, 16 ) или Јерусалиму (Суд. 1, 21; 2 Сам. 5, 6). С некима су чак склапали савезе, као с Гаваоном (Ису. 9) и Сихемом (1 Мој. 34).
Деутерономистички историчари су знали да се -божије проклетство- није примењивала у време освајања (Суд. 3, 1-6; 1 Цар. 9,21). Ипак су формулисали општи закон тог поступка, да се одупру заводљивости хананитске религије, која се наметала Израиљу, и да опет тврде светост изабраног народа (5 Мој. 7, 1-6). Одатле онај јако систематичан приказ историје освајања: савремена религиозна реакција је пренесена на прошлост, а та се реакција залагала за искључиво Јахвеово врховништво над светом земљом и њеним становништвом. Чини се да је развој речи хēрем раздвојио њена два елемента: с једне стране уништење и казна што нарочито погађа онога ко изневери Бога (5 Мој. 13, 13-18; Јер. 25, 9), с друге стране – у свештеничкој предаји – посвећење људског бића или неког предмета Богу, без могућности искупљења (3 Moj. 27, 28; 4 Moj. 18,14).

## Анатема у Новом завету
Првобитни смисао речи јесте постављено (номинатив к ανατιθημι). Појам се развио даље у „постављено божанству у храму, посвећени/заветни дар“ (види анатем) и даље у „предато божанству, остављено њеној милости или њеном гневу“ (тако у септуагинти).
Одатле је настала формула „Анатема есто: Да се предаје (Богу)!“ У овом смислу анатема се јавља више пута у Новом завету (Гал. 1, 8; 1 Кор. 12, 3; 1 Кор. 16, 22; Рим. 9, 3 итд.).
Тежиште првобитно дуалистичког карактера благослова и проклетства већ у септуагинти и тиме у Новом завету прелази на проклетство. Под тим карактеру прима је римокатоличка Црква где нпр. у Италији анатема значи проклетство. Православна црква опет дефинише по првобитном смислу да анатема сама по себи није проклетство, већ да се дотични оставља сам себи изван Цркве, тј. заједнице верника. Адекват у римокатоличкој Цркви је екскомуникација.
Анатема је од времена Новог завета традиционална реакција Цркве на јерес (Гал. 1, 8) али и на тешке моралне и етичке преступе (грех) без воље дотичног на поправљење (1 Кор. 5, 12).
У званичном говору Цркве анатема је „издвајање из црквене заједнице“ (види Гал. 1, 8; у српском преводу од Вука Караџића преводи се као проклетство), које се испуњава или прети над јеретицима али и над онима који одбијају црквену послушност. Она по убеђењу следи не само од Цркве, него и од Бога, и може исто свечано да се изговори.
Анатема у римокатоличкој Цркви, тј. екскомуникација, је због политичке злоупотребе римских папа још у средњем веку изгубила карактер једне изузетно строге црквене казне и тиме своје дејство. За разлику од православне Цркве, где се анатема прима равно проклетству, одатле и чести превод анатеме као проклетство.

## Мала и велика црквена казна
Црква познаје две врсте црквене казне: малу и велику, у православној Цркви нпр. епитимија и анатема.
У малој црквеној казни (епитимија) верник је издвојен од светих тајни и црквених служба. Мала црквена казна је обично временски ограничена.
У великој црквеној казни (анатема, екскомуникација) дотични је потпуно и без временског ограничења издвојен из заједнице верника. Скидање велике црквене казне могуће је ако дотични докаже своје поправљење. У средњовековним хришћанским државама велика црквена казна доносила је са собом обично и губљење сваког државног права.

## Анатема у словенској митологији
То је по предању уклето биће необично велике главе, малих очију, ситних зуба као зупци у српа: главом задаје страх, очима испија жртву а зубима је прождире. Анатеме иду у друштву, куда прођу за собом остављају пустош. Када сретну жртву, одузму јој снагу, поломе кости и попију крв. Оне се претварају у животиње (медведа, орла и др.). Имају моћ да претворе мушко у женско и обратно.

## Познати анатемисани/екскомуницирани људи
- Арије
- Јованка Орлеанка
- Ђордано Бруно
- Мартин Лутер
- Јемељан Пугачов
- Лав Николајевич Толстој
- Јосип Броз Тито
- Фидел Кастро